# Elisabet d'Urgell i d'Aragó

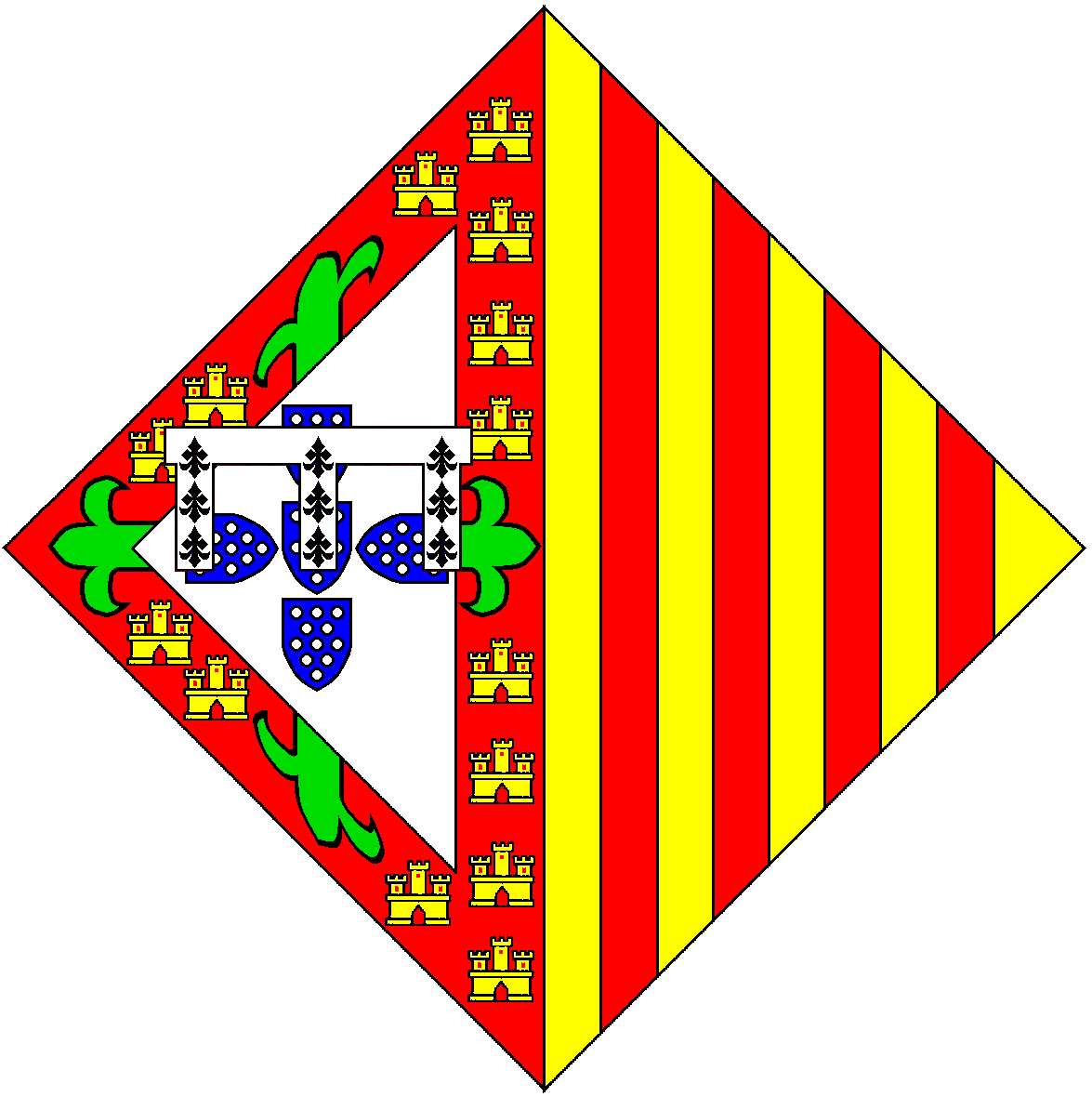
Armes d'Isabel d'Aragó, duquessa de Coïmbra i comtessa d'Urgell

Isabel o Elisabet d'Urgell (Balaguer, 12 de març de 1409 - Coïmbra, 17 de setembre de 1469), fou una noble de la casa reial catalana. Fou duquessa consort de Coïmbra des del 1428, i regent consort de Portugal des del 1439 fins a la seva mort.

## Orígens familiars
Isabel era la filla primogènita del comte Jaume d'Urgell el Dissortat (fill aquest del comte d'Urgell Pere II i de Margarida de Montferrat) i de la seva esposa Isabel d'Aragó. Per línia materna, era neta de Pere III el Cerimoniós, i neboda dels reis d'Aragó Joan el Caçador i de Martí l'Humà. També, en ser la filla primogènita (el seu únic germà baró, Felip, va morir jove) havia de ser l'hereva del comtat d'Urgell. El comtat, però, va ser eliminat per Ferran d'Antequera en ser proclamat rei d'Aragó.

## Biografia
Amb el pare empresonat a conseqüència del Compromís de Casp i la derrota militar posterior dels Urgell, Isabel es quedà òrfena de mare en morir aquesta el 1424 a Alcolea de Cinca. Quatre anys més tard, el 13 de setembre del 1429, contragué matrimoni amb Pere d'Avís (1392-1449), duc de Coïmbra i infant de Portugal, fruit d'un acord entre el rei Alfons el Magnànim i el mateix Pere.
Entre altres pretendents, se sap que Alfons el Magnànim rebé a València l'any 1426 una ambaixada en nom del duc de Borgonya Felip el Bo, en què hi havia el pintor Jan van Eyck, per negociar el matrimoni entre el mateix Felip el Bo i Elisabet d'Urgell. Les negociacions no reeixiren i, finalment, el duc de Borgonya contragué matrimoni el 1430 amb la infanta Isabel d'Avís, germana de Pere i cunyada d'Elisabet d'Urgell.
Amb el seu matrimoni, Elisabet entrà a formar part de la cort portuguesa dels Avís. L'infant Pere era el quart fill del rei de Portugal João I d'Avís i de Felipa de Lancaster, princesa d'Anglaterra. Era, doncs, germà del rei Duarte I o Eduard I de Portugal, que morí el 1438 deixant el fill Alfons amb només sis anys.
La regència de Portugal durant la minoria d'edat del futur rei Alfons V recaigué en mans de Pere de Coïmbra, tot i les pretensions de la reina mare, Elionor de Trastàmara, de retenir el poder. La impopularitat de la reina mare provocà que les Corts portugueses del 1439 designessin regent Pere de Coïmbra i ella s'hagué d'exiliar a Castella. Segons la majoria de fonts, Elisabet d'Urgell morí el 1443, en plena regència del seu marit, amb qui havien tingut sis fills. En canvi, d'altres fonts afirmen que morí en una data posterior al 1470.
Per llur condició de membre de la casa de Barcelona, el 1463, les institucions catalanes nomenaren el seu fill primogènit, Pere de Coïmbra i d'Urgell, i conestable de Portugal, rei de Catalunya, Aragó i València, durant la Guerra Civil catalana (1466-1468).
Segons alguns historiadors, és en aquesta època que Joan Colom i Bertran, de la família dels Colom mercaders, polítics i banquers de Barcelona, exercint d'ambaixador i correu de la Generalitat a la Cort portuguesa, conegué una altra filla, Felipa de Coïmbra o Felipa d'Avís, amb qui acabaria contraient matrimoni.
Segons aquests historiadors, Joan Colom i Felipa d'Avís són els personatges reals que s'amaguen darrere el matrimoni entre Cristòfor Colom i Felipa de Moniz. En canvi, altres historiadors mantenen que Felipa fou soltera, i que visqué recollida sense professar al convent d'Odivelas. En qualsevol cas, és clar que només formant part de la reialesa catalana, Cristòfor Colom podria haver negociat amb el rei Ferran II d'Aragó, dit el Catòlic els privilegis reials, econòmics i militars que tindrà al Nou Món.

## Núpcies i descendents
El matrimoni entre Elisabet d'Urgell i Pere de Coïmbra fou, segons les fonts, un autèntic matrimoni d'amor, i en nasqueren set fills:
- Pere de Coïmbra i d'Urgell (1429-1466), també dit Pere el Conestable de Portugal o Pere d'Avís i d'Aragó, fou infant de Portugal i, arran de la Guerra Civil catalana, esdevingué el rei Pere V d'Aragó, Pere IV de Catalunya i Pere III de València, del 1464 fins a la seua mort.
- Joan de Coïmbra i Urgell (1431-1457), príncep d'Antioquia i infant de Portugal, casat el 1456 amb la reina Carlota de Xipre.[5]
- Isabel de Portugal (1432-1455), també dita Isabel d'Avís i d'Aragó o Isabel de Coïmbra i d'Urgell, infanta i reina de Portugal en casar-se amb el seu cosí, el rei Alfons V de Portugal. Morí poc després d'haver tingut el seu fill i futur rei João II de Portugal (1455-1495).
- Jaume de Coïmbra i d'Urgell (1433-1459), també dit Jaume d'Avís o infant Jaume de Portugal, cardenal i arquebisbe de Lisboa.
- Beatriu de Coïmbra i d'Urgell (1435-1462), infanta de Portugal, s'esposà amb Adolf de Clèveris, senyor de Ravenstein.
- Felipa de Coïmbra i d'Urgell, o Felipa d'Avís i d'Aragó (1437-1497), infanta de Portugal. Amb la mort de sa germana Isabel, tingué cura de l'educació de João II i de la germana Joana, fent-los-hi de mare. S'ha identificat com la segona muller de Cristòfor Colom.